# Kadamjay
Kadamjay (kirguís y ruso: Кадамжай) es una ciudad de la provincia de Batken, Kirguistán. Es la localidad más poblada del distrito de Kadamjay, al que da nombre.
Se sitúa entre Aidarken y Kyzyl-Kiya. En 2009 tenía 6732 habitantes.
Su historia está unida a la capital del distrito, Pulgon, un pequeño pueblo situado justo al norte de Kadamjay. Durante la era soviética, Kadamjay era conocida como "Frunze" y Pulgon como "Frunzenskoye", pero se le cambió a ambos el nombre para evitar confusión con la capital kirguisa Biskek, que entonces también era conocida como "Frunze".
La economía local se basa en situarse junto al segundo mayor depósito de mercurio y antimonio del mundo.

## Deportes
- Kurban 100